# Jipo & Baby Puffins
Jipo & Baby Puffins è una serie animata in CGI destinata a un pubblico prescolare, prodotta e distribuita da Ilbe Animation, divisione della Iervolino & Lady Bacardi Entertainment (ILBE). La serie è uno spin-off di Puffins, progetto che ha visto tra i doppiatori la partecipazione di Johnny Depp.

## Trama
Ambientata nel cuore dell'Artico, la serie racconta le avventure di Jipo, un coniglietto curioso e intraprendente, che vive insieme a una famiglia di quattro baby puffin – Didi, Pie, Tic e Tac – e a PB, un orso che funge da figura adulta e protettiva. Gli episodi affrontano temi educativi come l'amicizia, l'inclusione e il rispetto per l'ambiente, proponendo storie semplici e adatte a un pubblico di bambini in età prescolare.

## Produzione
La serie è stata ideata da Giulia Infurna, Giuseppe Squillaci e Danielle Maloni.
È una produzione di Ilbe Animation, con sede principale in Italia e studi di animazione a Belgrado, in Serbia.
Jipo & Baby Puffins è stata sviluppata da un team guidato da Giuseppe Squillaci (supervisione creativa e regia), con la partecipazione di Franco Bianco, Giulia Infurna e Primo De Santis alla regia degli episodi. La voce narrante è affidata a Tiziana Martello nella versione italiana.

## Distribuzione
La serie è composta da sette stagioni, per un totale di 189 episodi, ciascuno della durata di circa cinque minuti.

### Piattaforme di streaming
Jipo & Baby Puffins è disponibile su diverse piattaforme di streaming a livello internazionale.  
In Italia, la serie è distribuita a noleggio o acquisto sulle principali piattaforme streaming. La distribuzione è iniziata nel 2023 e ha consentito la diffusione in oltre 90 paesi.

## Tematiche
La serie si propone di veicolare messaggi positivi su uguaglianza, diversità e inclusione, utilizzando un linguaggio semplice e accessibile ai più piccoli. Le dinamiche familiari tra Jipo, i puffin e PB rappresentano un modello educativo di collaborazione e rispetto reciproco.

## Accoglienza
Secondo ANSA, la serie è stata ben accolta dal pubblico internazionale, soprattutto per l’approccio educativo e per l’animazione colorata e vivace.